# Candeasco
Candeasco è una frazione di 83 abitanti del comune di Borgomaro, in provincia di Imperia. Fino al 1925 fu comune autonomo.
Il borgo è ubicato lungo un pendio fra i meno ripidi dell'alta valle del torrente Impero, a circa 288 metri sul livello del mare.

## Storia
Storicamente seguì le vicende del capoluogo Borgomaro e di Maro Castello, quindi fu feudo in epoca medievale dei conti di Ventimiglia e al successivo ramo nobiliare dei Ventimiglia del Maro. La prima citazione storica del territorio è risalente al 1217, quando i conti ventimigliesi permutarono Roccabruna e Poggio Pino con tutti i beni posseduti nel Maro da Raimondo Carli "di Candeasco".
Già alle dipendenze della Repubblica di Genova, anche il borgo di Candeasco - tra le località più popolose della valle del Maro e suddiviso in sedici borgate - passò nel 1455 tra i domini feudali dei conti Lascaris di Tenda, nel 1575 del duca Emanuele Filiberto I di Savoia (marchesato del Maro, all'interno del Ducato di Savoia) e, sul finire del XVI secolo, sotto la signoria dei Doria e ancora dei Savoia dopo la stesura della Pace di Pavia (1618).
Facente parte del Regno di Sardegna, i territori della valle del Maro e quindi anche la costituita municipalità di Candeasco confluirono tra il 1801 e il 1803 nella Repubblica Ligure andando a costituire il II cantone di Val di Maro nella Giurisdizione degli Ulivi. Annesso al Primo Impero francese, dal 13 giugno 1805 al 1814 il territorio venne inserito nel Dipartimento di Montenotte sotto l'arrondissement di Porto Maurizio. Nuovamente inglobato nel Regno di Sardegna dal 1815, così come stabilito dal Congresso di Vienna del 1814, confluì nel Regno d'Italia dal 1861. Dal 1859 al 1927 il territorio fu compreso nel I mandamento omonimo del circondario di Porto Maurizio facente parte della provincia di Porto Maurizio e, con la sua costituzione, della successiva provincia di Imperia.
Al 1925 risale la soppressione del comune di Candeasco in favore di un suo accorpamento nel territorio di Borgomaro come frazione.

## Monumenti e luoghi d'interesse

### Architetture religiose
- Chiesa parrocchiale di San Bernardino. L'edificio religioso, le cui prime origini risalgono al XII secolo[1], venne completamente ricostruita nelle forme barocche tra il 1718 e il 1722[1] su progetto di Giacomo Filippo Marvaldi.
- Oratorio di Nostra Signora degli Angeli, di forme barocche.
- Oratorio della Beata Vergine del Fossato, al di fuori del centro abitato. L'opera fu progettata da Gio Batta Marvaldi e costruita tra il 1680 e il 1682[1].
- Cappella dei Melissano. Nella sovrapporta è rappresentata in rilievo la scena dell'Annunciazione.
- Convento dei Padri Francescani. Risalente al XVIII secolo[1] fu edificata presso il Poggio delle Vigne su volontà testamentaria del locale Francesco Melissano e costruito assieme all'adiacente chiesa delle Santissima Concezione della Madre di Dio (1633[1]). Oggi la struttura è utilizzata come ricovero.

## Cultura

### Eventi
- Festa di san Bernardino, il 20 maggio.